# Ješkova Ves
Ješkova Ves és un poble i municipi d'Eslovàquia que es troba a la regió de Trenčín.

## Història
La primera menció escrita de la vila es remunta al 1422.

## Demografia
| Godina             | 1994 | 2004   | 2014   | 2024   |
| ------------------ | ---- | ------ | ------ | ------ |
| Nombre de persones | 539  | 504    | 505    | 494    |
| Diferència         |      | −6,49% | +0,19% | −2,17% |

| Godina             | 2023 | 2024   |
| ------------------ | ---- | ------ |
| Nombre de persones | 498  | 494    |
| Diferència         |      | −0,80% |